# Farbfilme der Metro-Goldwyn-Mayer in Eastman Color
Die Farbfilme der Metro-Goldwyn-Mayer in Eastman Color führt alle abendfüllenden Spielfilme der US-amerikanischen Filmproduktionsgesellschaft Metro-Goldwyn-Mayer auf, deren Farbaufnahmen von Eastman stammen und noch nicht unter der Bezeichnung Metrocolor liefen. 

## Filmliste
- 1953: Die Ritter der Tafelrunde (Knights of the Round Table)
- 1954: Rose Marie (Rose Marie)
- 1954: Das Tal der Könige (Valley of the Kings)
- 1954: Verraten (Betrayed)
- 1954: Beau Brummell – Rebell und Verführer (Beau Brummell)
- 1954: Athena
- 1954: Grünes Feuer (Green Fire)
- 1955: Stadt in Angst (Bad Day at Black Rock)
- 1955: Ein Mann liebt gefährlich (Many Rivers to Cross)
- 1955: Jupiters Liebling (Jupiter’s Darling)
- 1955: In Frisco vor Anker (Hit the Deck)
- 1955: Unterbrochene Melodie (Interrupted Melody)
- 1955: Nachts auf den Boulevards (Bedevilled)
- 1955: Tempel der Versuchung (The Prodigal)
- 1955: Tyrannische Liebe (Love Me or Leave Me)
- 1955: Das Schloss im Schatten (Moonfleet)
- 1955: Der scharlachrote Rock (The Scarlet Coat)
- 1955: Vorwiegend heiter (It’s Always Fair Weather)
- 1955: Umzingelt (The Marauders)
- 1955: Kismet
- 1955: Liebe, Tod und Teufel (Quentin Durward)
- 1956: Viva Las Vegas (Meet Me in Las Vegas)
- 1956: Alarm im Weltall (Forbidden Planet)
- 1956: Mein Wille ist Gesetz (Tribute to a Bad Man)
- 1956: Die letzte Jagd (The Last Hunt)
- 1956: Knotenpunkt Bhowani (Bhowani Junction)
- 1957: Die kleine Hütte (The Little Hut)